# Bielin (obwód brzeski)
Bielin (błr. Белін; ros. Белин) – wieś na Białorusi, w rejonie drohiczyńskim obwodu brzeskiego, około 17 km na południe od Drohiczyna, nad kanałem Dniepr-Bug.

## Historia
Pierwsza wzmianka o Bielinie pochodzi z 1495 roku. Od połowy XVII wieku był dziedzictwem rodziny Orzeszków herbu Pobóg, choć główną siedzibą rodu był Zakoziel. Do rodziny należało również sąsiednie Ludwinowo.
Po III rozbiorze Polski w 1795 roku Bielin, wcześniej należący do województwa brzeskolitewskiego Rzeczypospolitej, znalazł się na terenie guberni mińskiej Imperium Rosyjskiego.
W połowie XIX wieku właścicielem m.in. Ludwinowa i Bielina był Piotr Orzeszko (1825 – około 1874), od 1858 roku mąż Elizy Orzeszkowej. Gospodarował tam do powstania styczniowego, w którym sam najprawdopodobniej nie brał czynnego udziału, jednak jego brat Florenty Orzeszko (opisany przez Elizę Orzeszkową w zbiorze nowel Gloria victis poświęconych powstańcom styczniowym) brał czynny udział w powstaniu (Eliza uczestniczyła w wielu działaniach pomocniczych). Florenty był lekarzem oddziału Romualda Traugutta, a Piotr przyjął wyczerpanego i chorego Traugutta na dwa tygodnie w swoim domu w Ludwinowie w czerwcu-lipcu 1863 roku. Został zadenuncjowany przez służbę, aresztowany jesienią 1863 roku i w marcu 1865 roku zesłany na Sybir do guberni permskiej. Jego majątek (w tym Bielin) został skonfiskowany i przeszedł na własność rosyjską (rodziny Kantarowów, którzy tu jednak nigdy nie zamieszkali).
Po ustabilizowaniu się granicy polsko-radzieckiej w 1921 roku Bielin znalazł się na terenie Polski, w gminie Osowce powiatu drohickiego województwa poleskiego. Majątek został rozparcelowany i oddany pod osadnictwo wojskowe. Około 1925 roku część majątku została zakupiona przez Karola Tołłoczkę, który, po dalszej parcelacji, rozsprzedał grunt chłopom.
Od 1945 roku Bielin znajdował się w ZSRR, od 1991 roku – na terenie Republiki Białorusi.
W południowo-wschodniej części Bielina znajdował się również jeden z punktów pomiarowych (obserwatorium astronomiczne) południka Struvego wybudowany w 1827 roku, o czym świadczy pamiątkowy kamień i resztki fundamentów obserwatorium.
Istniała tu również kaplica katolicka.

## Dawny zamek
W połowie XIX wieku Piotr Orzeszko, mieszkający dotychczas w Ludwinowie, postanowił zbudować w jednym ze swoich folwarków, leżących nad Kanałem Królewskim, neogotycki zameczek. Była to nieregularna bryła, na wysokich fundamentach, częściowo piętrowa i częściowo parterowa, ozdobiona dwupiętrową wieżą, zwieńczoną blankami. Z kilku balkonów można było zejść bezpośrednio do parku, który został przekomponowany z wcześniej istniejącego tu  lasu.
Budowa zameczku przeciągała się i Piotr Orzeszko nigdy w nim nie zamieszkał. Po 1863 roku dom powoli popadał w ruinie. Gdy Karol Tołłoczko kupił majątek około 1925 roku, rozebrał zrujnowany zameczek na cegłę, a park wyciął. Ponoć resztki budowli zostały rozebrane w 1940 roku, a uzyskany materiał posłużył do remontu śluz na kanale.
W Bielinie pozostał jedynie budynek dworskiej gorzelni, przerobiony na dom mieszkalny oraz kilka drzew dawnego parku.
Majątek w Bielinie jest opisany w 2. tomie Dziejów rezydencji na dawnych kresach Rzeczypospolitej Romana Aftanazego.